# 栄通
栄通（さかえどおり）は、北海道札幌市白石区の地名。住居表示は栄通1～21丁目まで存在する。北西から南東にかけて順番に丁目が分けられている。

## 地理
南郷通の南に位置し、白石区の南境に接する地区である。大半が住宅街となっている。大谷地・北野7条・月寒東5条・月寒東3条・月寒東2条・美園1条・東札幌1条・東札幌2条・南郷通と隣接する。

### 河川
- 望月寒川
- 月寒川
- 厚別川

## 住所
| 町丁              | 郵便番号 |
| ----------------- | -------- |
| 栄通1丁目～21丁目 | 003-0021 |

## 歴史

### 沿革
- 1963年（昭和38年） - 札幌市白石町南郷の一部から白石町栄通6～13丁目が誕生。
- 1969年（昭和44年） - 札幌市白石町南郷と東札幌の各一部から白石町栄通1～5丁目が誕生。同時に白石町南郷の一部を編入。
- 1972年（昭和47年） - 札幌市が政令指定都市に移行。当地区は札幌市白石区になる。同時に栄通に冠称されていた白石町がとれ、栄通1～13丁目となる。
- 1973年（昭和48年） - 札幌市白石区本通と大谷地の各一部から栄通14～21丁目が誕生。栄通1～21丁目となり現在に至る。

## 地名の由来
栄通という地名は、白石と豊平の境界をなす通り（現在の東北通）が通る地域であったことから「界通」に繁栄の祈りを込めた「栄」の文字を当て地名としたものである。

## 施設

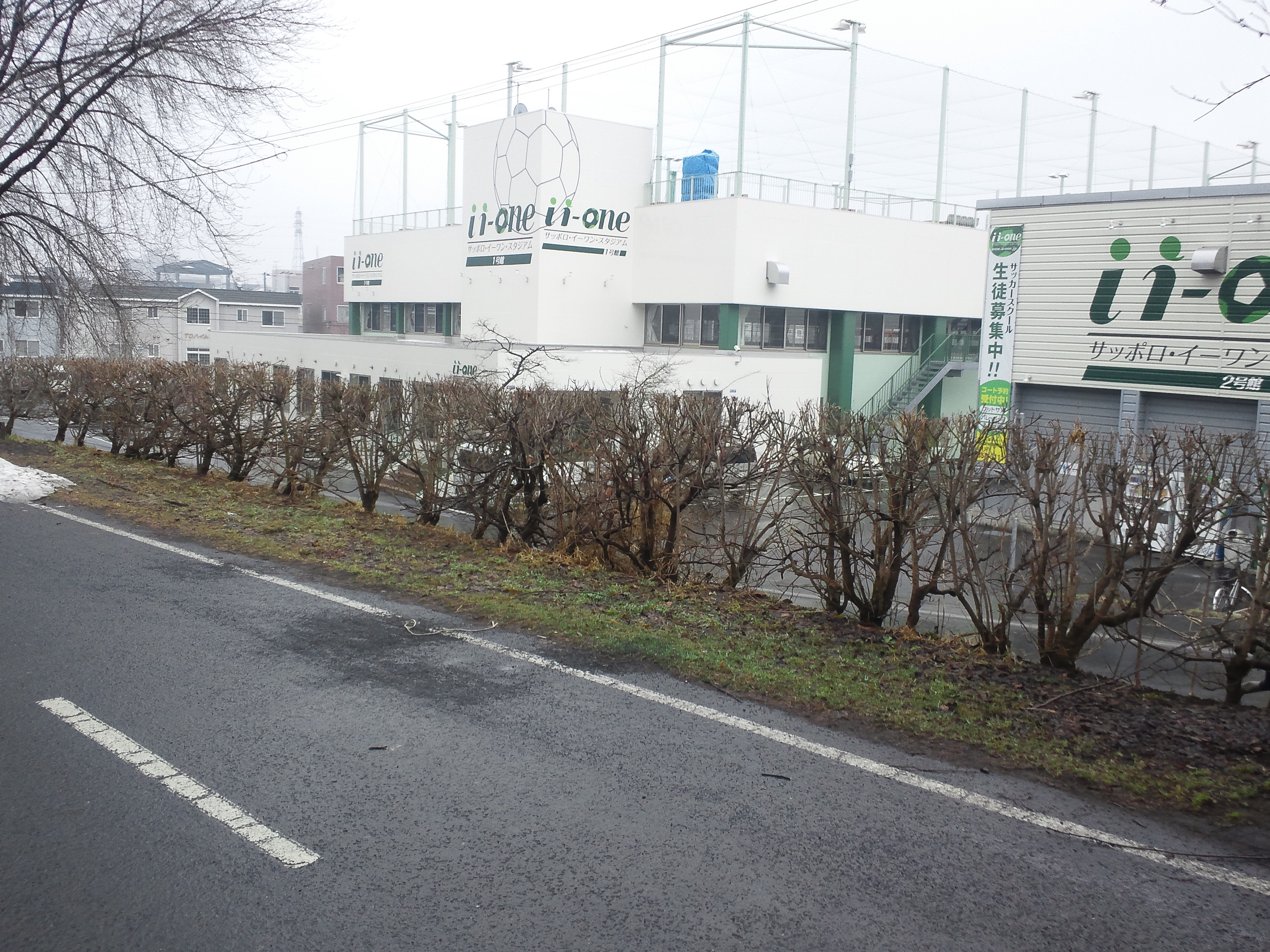
サッポロ・イーワン・スタジアム

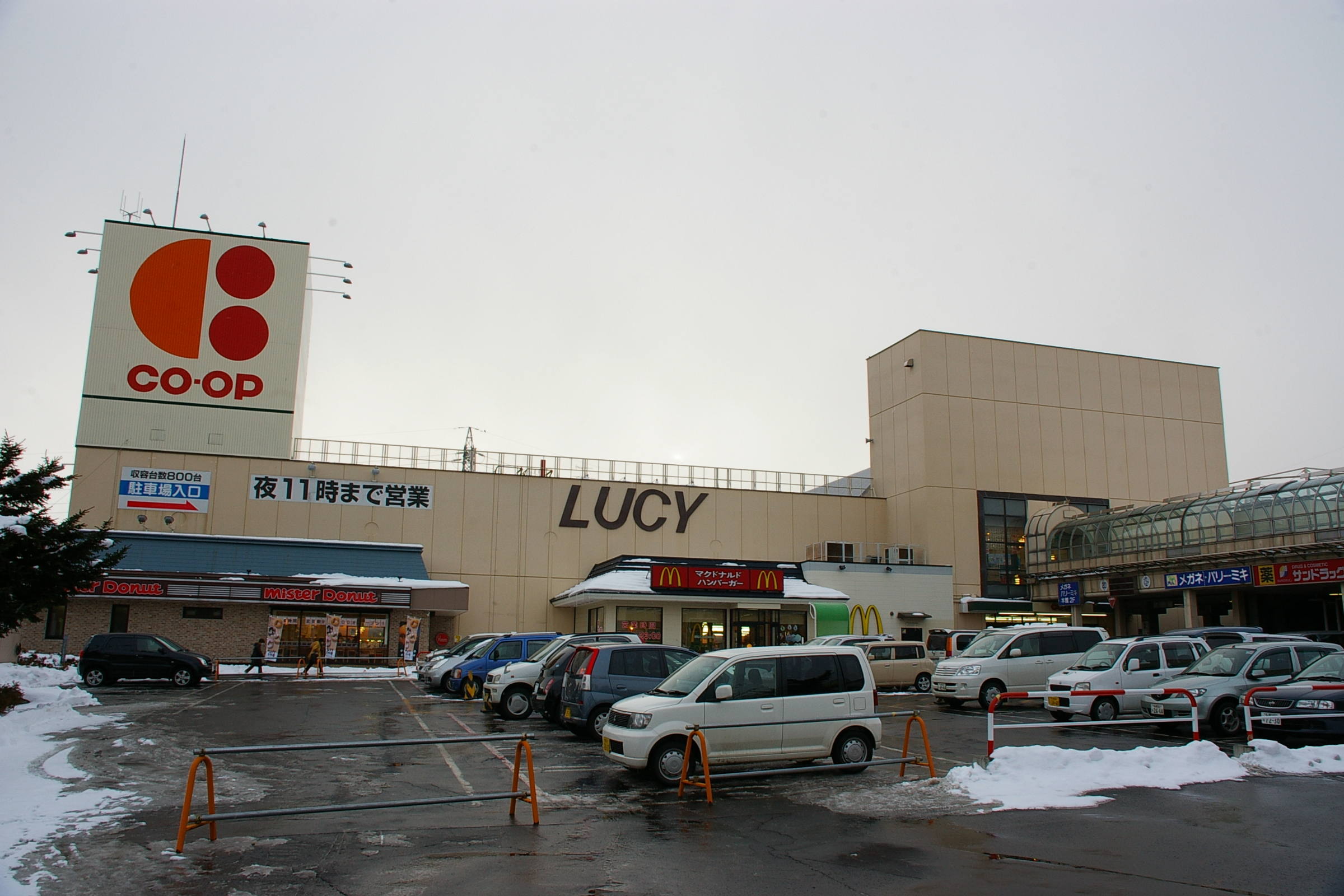
コープさっぽろLUCY店

1丁目
- 洋服の青山札幌白石店
- 魚べい白石栄通店
- ファミリーマート札幌栄通店

2丁目
- えるむ公園

3丁目
- 札幌呼吸器科病院

4丁目
- 白石栄通西郵便局
- アサヒビール北海道統括本部
  - 中央支店
  - 札幌支店
  - 広域支店

5丁目
- もみじ公園

6丁目
- みのる公園
- 南郷保育園

8丁目
- 白石栄通郵便局

9丁目
- こなみ公園
- 南郷札幌幼稚園

11丁目
- 扇雀飴本舗札幌支店[4]

12丁目
- ふじ公園

14丁目
- サッポロ・イーワン・スタジアム

15丁目
- 栄通はまなす公園
- 双葉保育園

17丁目
- 札幌協全医院

18丁目
- 大谷地しらかば公園
- 第二大谷地しらかば公園
- 大谷地たかだ保育園
- 札幌徳洲会病院
- コープさっぽろ大谷地LUCY店
- 白石南郷十八郵便局
- 道営住宅栄通団地

19丁目
- 大谷地てまり公園
- 栄通りす公園
- 大谷地冒険ひろば公園

20丁目
- セイコーマート栄通20丁目店

21丁目
- 栄通みつば公園
- 栄通みつば第二公園

## 交通

### 鉄道
- かつて、北端に千歳線が敷設され、月寒駅と大谷地駅があったが、線路の位置を変更したため廃駅となった。その跡地は白石サイクリングロード（白石上野幌サイクリングロード）として整備されている。
- 現在、地区内には鉄道路線および鉄道駅は存在しないが、最寄り駅としては東札幌、南郷地区に以下の札幌市営地下鉄東西線の4駅がある。
  - 白石駅
  - 南郷7丁目駅
  - 南郷13丁目駅
  - 南郷18丁目駅

### 道路
- 東北通
  - 同じ白石区内にある南郷通や平和通で通り名と地名が一致しているのと異なり、栄通という道路は存在していない。